# Nagasari
Le nagasari est un gâteau traditionnel javanais cuit à la vapeur, composé de farine de riz, de lait de coco et de sucre, fourré d'une tranche de banane.

## Étymologie
Naga en langue javanaise signifie « grand serpent, dragon ». Il fait référence à un serpent vert mythique de l'ancienne Java qui apporte la fertilité à la terre. Le mot est dérivé du mot sanskrit naga. Sari signifie « beau, fertile, patient » ou « graine, fleur ». Nagasari signifie littéralement « la graine du dragon » ou « le beau dragon ». Le dragon javanais étant souvent représenté sous la forme d'un serpent vert, on lui donne donc une couleur verte. Le mot nagasari peut également faire référence à un arbre spécifique, un motif de batik distinctif.

## Variantes
Le nagasari existe en couleur verte (la plus courante) et blanche (moins courante). La couleur verte provient de l'extrait de feuilles de pandan. Les nagasari blancs sont appelés legendo à Magelang. À l'époque moderne, les gens commencent à fabriquer différentes couleurs de nagasari. Le nagasari bleu, entre autres, tire sa couleur bleue des fleurs de pois papillon.
Le nagasari est couramment vendu sur le marché traditionnel indonésien comme un jajan pasar (gâteau javanais traditionnel). 